# Sedum chrysicaulum
Sedum chrysicaulum là một loài thực vật có hoa trong họ Crassulaceae. Loài này được J.A. McDonald miêu tả khoa học đầu tiên năm 1991.